# Macrauzata
Macrauzata là một chi bướm đêm thuộc phân họ Drepaninae.